# De Woerd (De Meern)

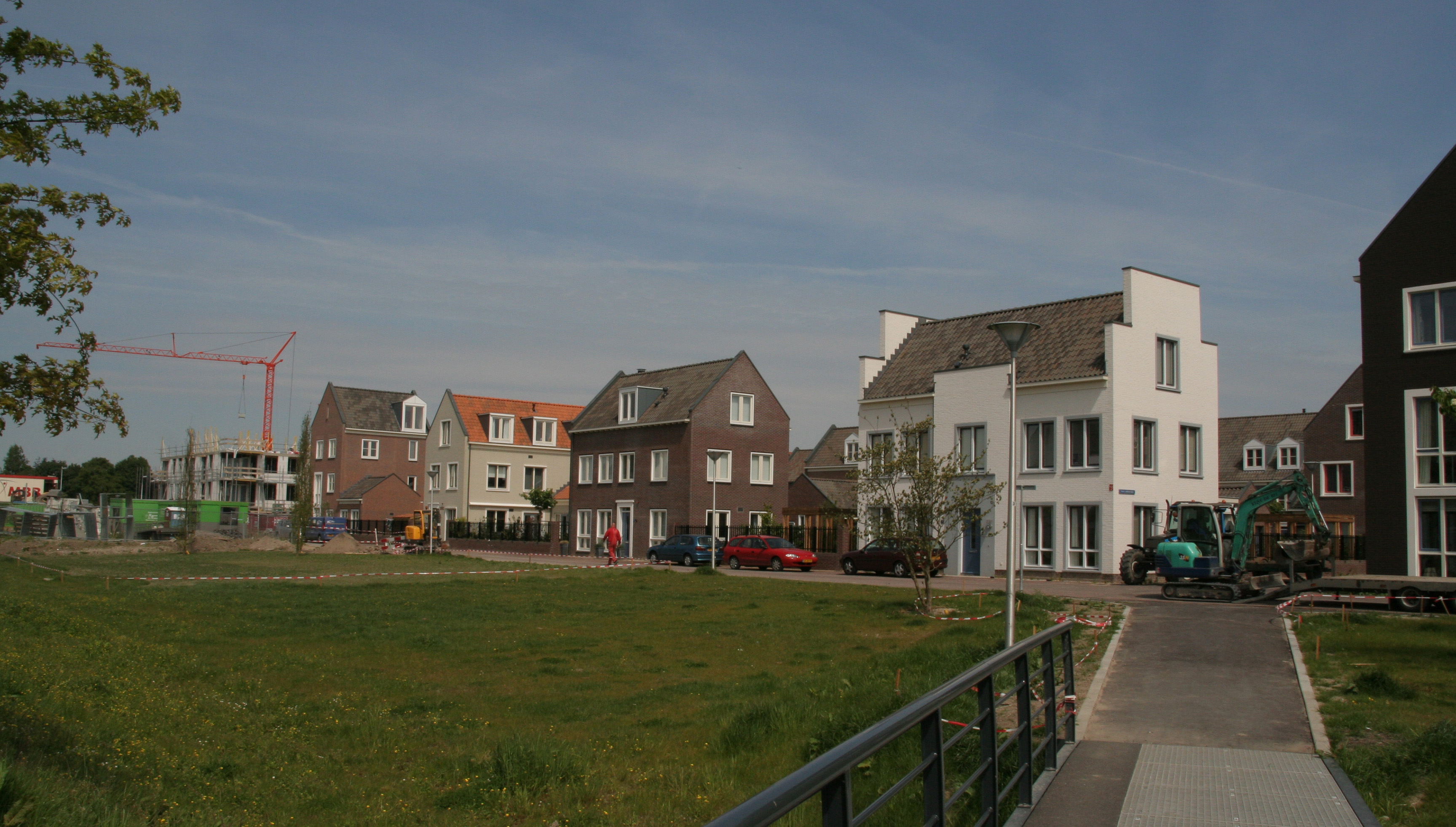
Vrijstaande huizen

De Woerd is een buurt in de woonplaats De Meern, gelegen in het westen van de gemeente Utrecht.
Deze buurt ligt onmiddellijk ten oosten van het oudste deel van De Meern, dat op de noordelijke oever van de Leidse Rijn ligt. In het westen wordt deze buurt begrensd door de Woerdlaan, in het zuiden door de Leidse Rijn, in het oosten door de Langerakbrug en in het noorden door de Langerakbaan en de Vicuslaan. Voordat De Woerd werd gebouwd, trof men in dit gebied vooral boomgaarden en weilanden aan, en ook de toen al aanwezige woningen aan de Zandweg langs de Leidse Rijn.
De bouw van de nieuwe woningen in De Woerd begon in 2005. De inrichting van de buurt is kleinschalig met individueel herkenbare woonhuizen, en met straten, pleinen en hofjes, waarbij de auto zo veel mogelijk buiten het zicht wordt geparkeerd. Er zijn open en gesloten bouwblokken met groene binnenterreinen en groene openbare pleinen.
Dit bouwproject omvatte ongeveer 475 woningen, waarvan 70 gestapelde woningen en 405 eengezinswoningen. Hiervan valt 15% in de categorie sociale koop. Vijftig woningen zijn bestemd voor ouderen. Het gebied werd in 2007 door lezers van het Utrechts Nieuwsblad uitgeroepen tot het mooiste nieuwbouwproject van dat jaar.
Haarzicht · Haarzuilens · De Meern · Oudenrijn · Rijnenburg · Veldhuizen · Vleuten · Vleuterweide · De Woerd